# هملت
هَملِت (به انگلیسی: Hamlet) نمایش‌نامه‌ای تراژدی اثر ویلیام شکسپیر است که در سال ۱۶۰۲ نوشته شده و یکی از مشهورترین نمایش‌نامه‌های تاریخ ادبیات جهان به‌شمار می‌آید. این نمایش بلندترین اثر شکسپیر است.

## خلاصه داستان

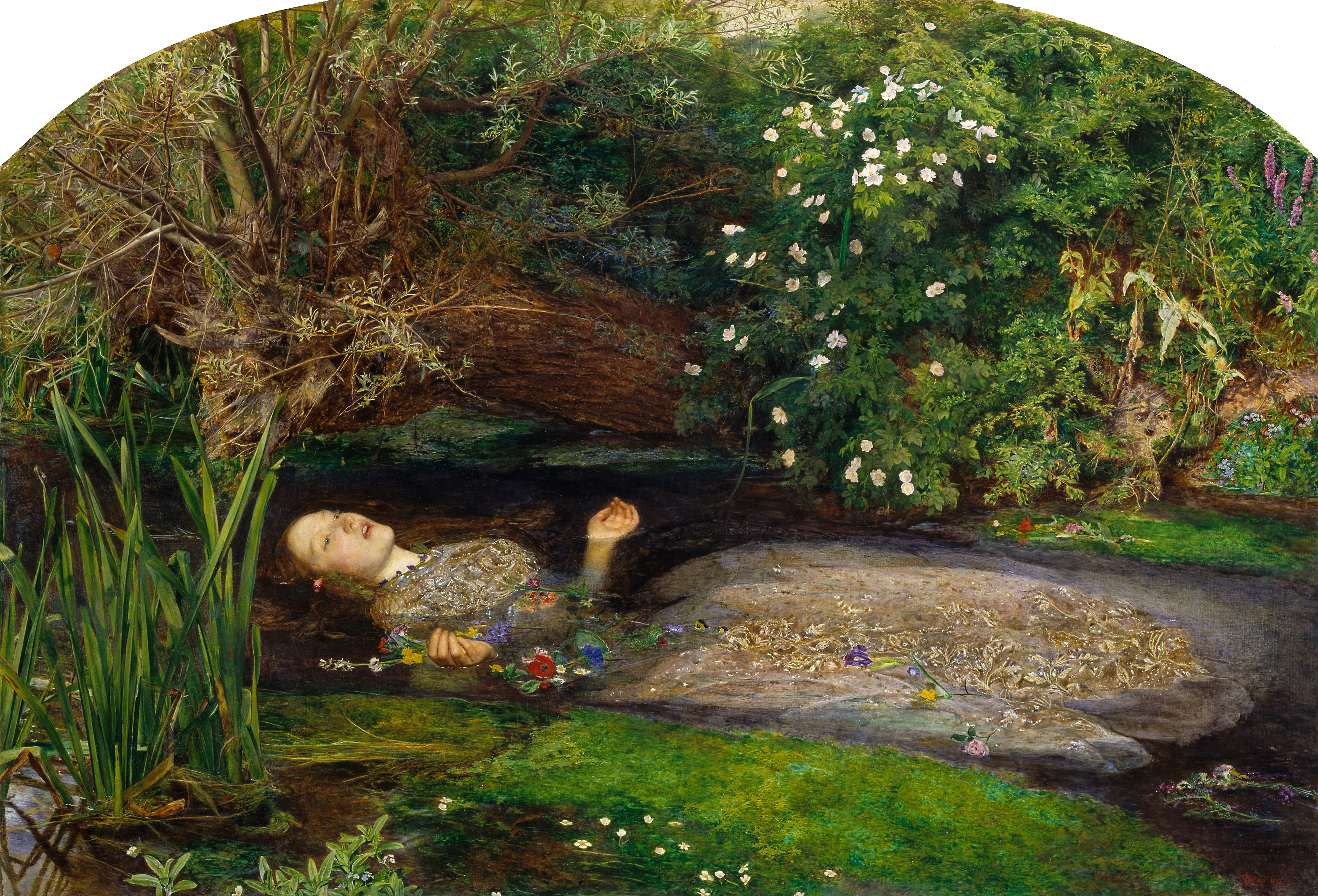
افراد به تصویر کشیده شده اوفلیا و الیزابت سیدال

دانمارک ــ قرن پانزدهم: هملت، شاهزادهٔ دانمارک، با شنیدنِ خبرِ مرگِ پدرش به کاخِ پادشاهی می‌آید و می‌بیند عمویش، کلادیوس، بر تخت نشسته و بدون کوچک‌ترین احترامی به آداب و رسوم، با مادرش، ملکه گرترود، ازدواج کرده‌است. هملت از این اوضاع برمی‌آشوبد و بدگمان می‌شود. تا اینکه یک شب خواب می‌بیند: روحِ پدر به هملت می‌گوید کلادیوس او را از طریقِ چکاندنِ زهر در گوشش به‌وقتِ خواب کشته‌است و درخواستِ انتقام می‌کند. هملت قول می‌دهد از دستورِ او اطاعت کند. با ورودِ دسته‌ای بازیگرِ دوره‌گرد، هملت برای اطمینان از درستیِ سخنانِ روحِ پدر، از بازیگرها می‌خواهد نمایش‌نامه‌ای به‌نامِ «قتلِ گوندزاگا» را درحضورِ شاه به‌روی صحنه بیاورند. موضوعِ این نمایش‌نامه به‌گونه‌ای بازآفرینیِ جنایتِ کلادیوس است و داستانش به ماجرای کشته‌شدنِ شاهی به‌دستِ برادرش مربوط می‌شود. شاه به‌هنگامِ تماشای نمایش آنچنان دچارِ آشفتگی می‌شود که مجبور به ترکِ تالار نمایش می‌شود. این عکس‌العملِ کلادیوس به نمایش، جرمِ او را به‌طورِ حتم ثابت می‌کند. هملت پس از این ماجرا، بی‌درنگ پیشِ مادرش می‌رود و به‌زودی صدای نزاعِ مادر و پسر اوج می‌گیرد و هملت به مادرش اعتراف می‌کند که چقدر از وی متنفر است. او وقتی سایه‌ای را پسِ پردهٔ اتاق می‌بیند، تصوّر می‌کند که شاه در پشتِ پرده گوش ایستاده‌است. پس شمشیر را می‌کشد و در پرده‌های سنگین فرو می‌برد، ولی پولونیوس (پدرِ اوفلیا، معشوقهٔ هملت) که در پشتِ پرده پنهان شده، به‌جای کلادیوس به‌اشتباه کشته می‌شود. کلادیوس که تصمیم به نابودیِ هملت گرفته ولی نمی‌خواهد آن را آشکار کند، او را به انگلستان می‌فرستد. در این سفر دو دوستِ دورانِ تحصیلِ او به نام‌های «روزن کرانتس» و «گیلد استرن» نیز همراهِ هملت اعزام شده‌اند. اینان نامه‌هایی مبنی بر حکمِ قتلِ شاهزاده را با خود دارند، اما با عوض‌شدنِ نامه‌ها به‌جای هملت این دو نفر کشته می‌شوند. در این اوضاع، لایریتس، پسرِ پولونیوس، برای انتقامِ پدر به‌دنبالِ هملت است. همچنین اوفلیا، که از کشته‌شدنِ پدرش به‌دستِ محبوب از شدّتِ غم و اندوه دیوانه شده، پس از آنکه چند گل از کرانهٔ رود می‌چیند، خود را در آب می‌افکند و غرق می‌شود. هملت پس از اینکه متوجهِ توطئهٔ قتلِ خودش می‌شود، به دانمارک برمی‌گردد. کلادیوس در ظاهر می‌خواهد هملت و لایریتس را آشتی دهد؛ بنابراین به‌ خواهشِ او هر دو موافقت می‌کنند که برای سنجیدنِ خود، در مبارزه‌ای نمادین شرکت کنند تا به این داستانِ غم‌انگیز پایان داده‌شود. اما به لایریتس شمشیری می‌دهند که نوک شمشیر به زهرِ کشنده آغشته‌است. در طولِ این مبارزهٔ تن‌به‌تن، کلادیوس جامی زهرآلود به هملت می‌دهد، ولی گرترود بی‌خبر جام را سرمی‌کشد و می‌میرد. سپس هملت زخمی می‌شود، اما پیش از مرگ در اثر گلاویز شدن شمشیر او و لایریتس جابجا شده و لایریتس نیز زخمی می‌شود. هملت و لایریتس هر دو توسط شمشیر زهرآلود مجروح شده‌اند و می‌دانند که مرگشان حتمی است. در پایان هملت به‌سوی کلادیوس حمله برده و او را از پای درمی‌آورد.

## قسمتی از نثر شاعرانهٔ داستان در بخش پایانی آن
1. بزرگ‌ترین قیصرها دیگر جز اندکی خاکستر نیستند و آن‌که به لرزه درمی‌آورد، اکنون به دردِ کم‌ترین کارها می‌خورد، به درد این‌که سوراخی را بدو مسدود کنند تا بادِ زمستانی به درون نوزد![۱]

## شخصیت‌ها

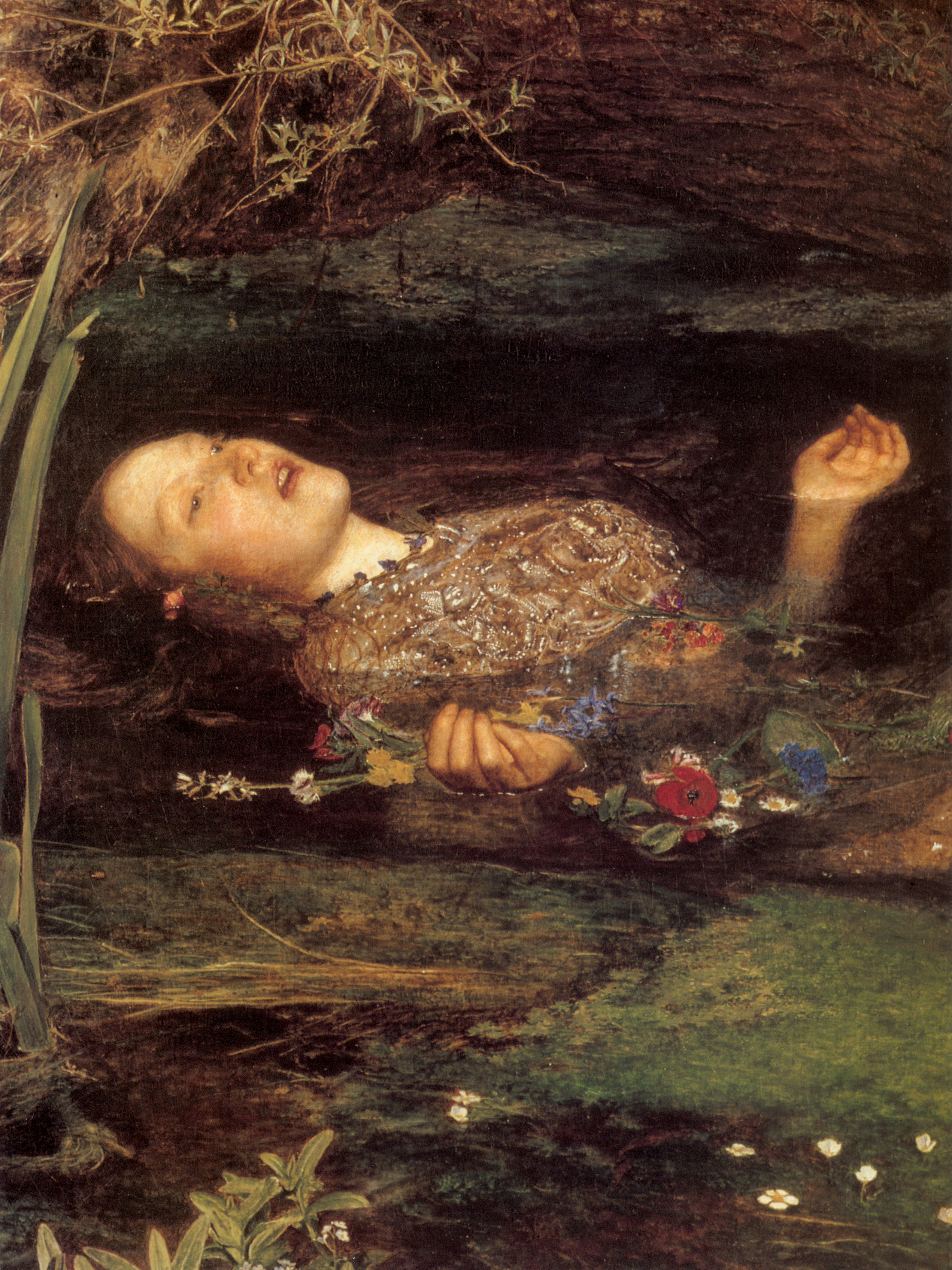
مرگ اوفلیا

- کلادیوس: پادشاه دانمارک و عموی هملت
- هملت: پسر شاه سابق، و برادرزادهٔ پادشاه کنونی
- گرترود: ملکه دانمارک، و مادر هملت
- پولونیوس: لرد چمبرلین، پدر اوفلیا
- اوفلیا: دختر پولونیوس و معشوقهٔ هملت
- هوراشیو: دوست هملت
- لایریتس: پسر پولونیوس
- کورنلیوس، روزنکرانس، گیلدسترن: دوستان هملت
- مارسلوس: افسر
- برناردو: افسر
- فرانسیسکو: سرباز
- رینالدو: خادم پولونیوس
- شبح: پدر هملت
- فورتینبراس: شاهزاده نروژ
- گروه بازیگران دوره‌گرد

## صحنه‌های مهم

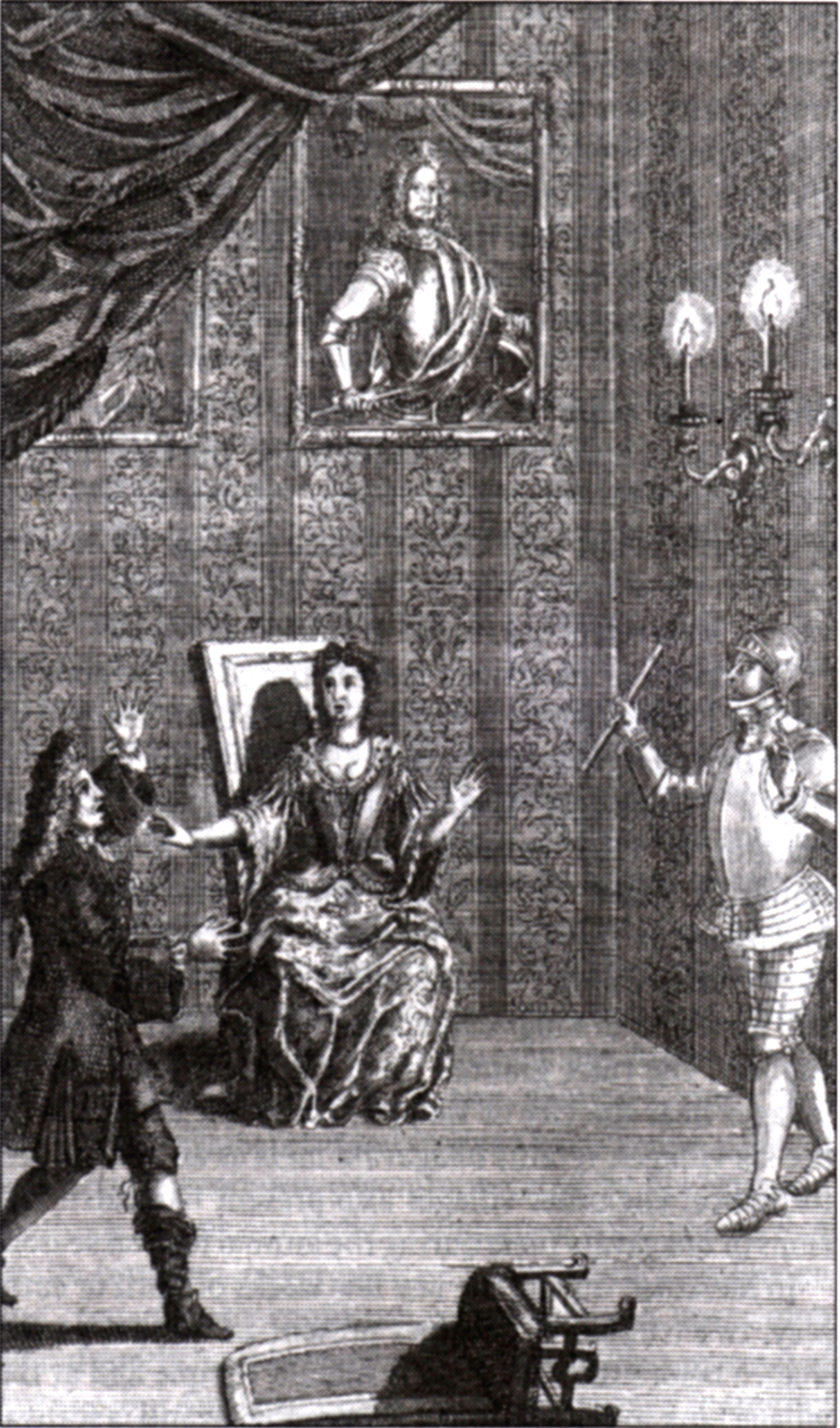
هملت - اثر توماس بترتون

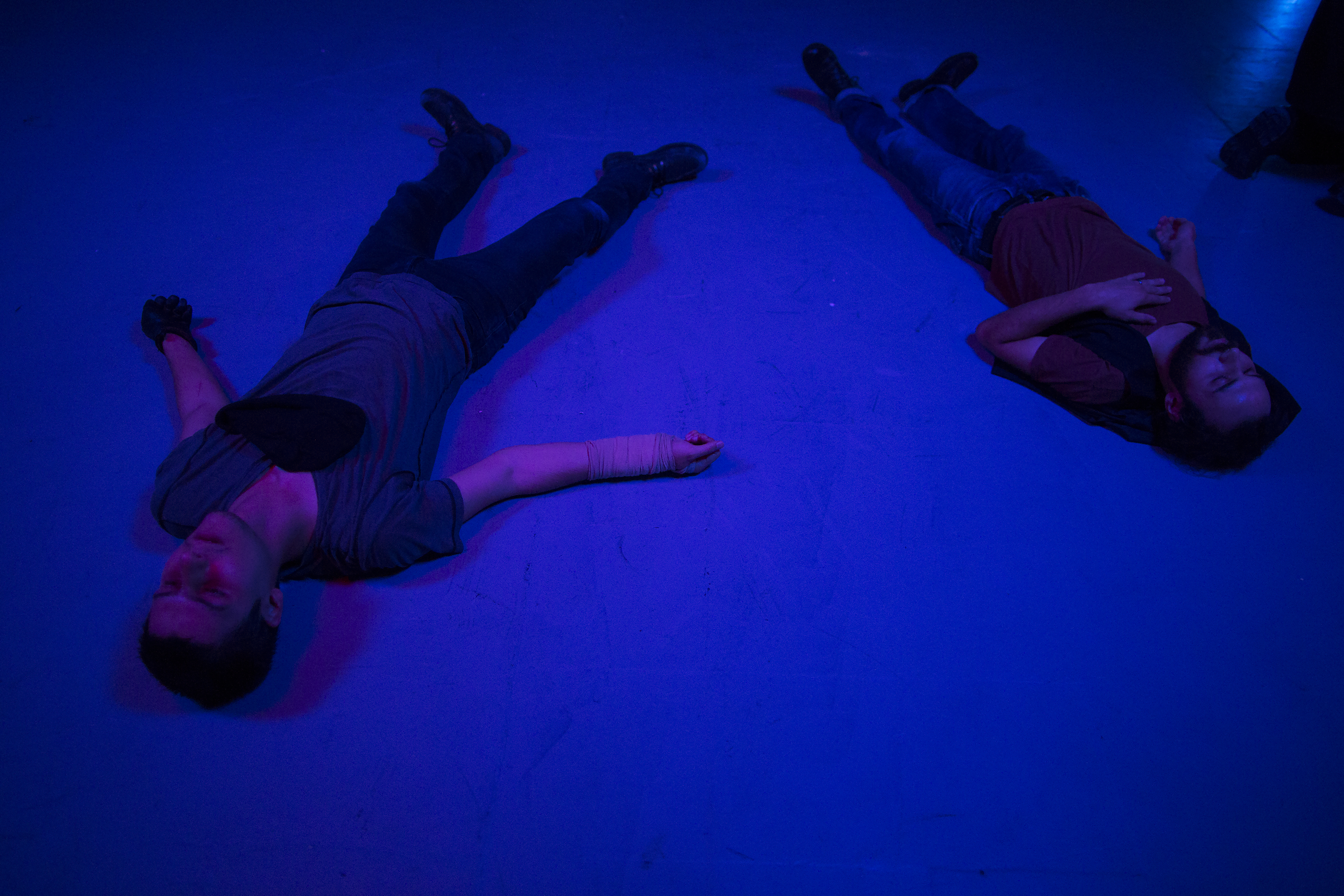
صحنه مرگ لیرتیز و هملت (در یک نمایش بازسازی شده هملت)

- صحنه حضور هملت در مراسم تاج‌گذاری و عروسی کلادیوس با لباس سیاه عزا[۲]
- صحنه ظهور روح پدر[۳]
- صحنه کارگردانی بازیگران دوره‌گرد و اجرای نمایش در مقابل دیدگان شاه.[۴]
- صحنه تک گویی معروف هملت و سپس حضور اوفلیا[۵]
- صحنه خوابگاه مادر و قتل پولونیوس[۶]
- صحنه دیوانگی اوفلیا و سپس خبر مرگ او[۷]
- صحنه تعویض نامه شاه در کشتی در راه تبعیدگاه[۸]
- صحنه نمازخانه و انصراف از قتل شاه در حین نیایش[۹]
- صحنه گورستان و گفتگوی فلسفی هملت با گورکن‌ها[۱۰]
- صحنه مبارزه هملت و لیرتیز و عاقبت ماجرای مسموم شدن هملت، ندامت مادر و انتقام گرفتن از شاه[۱۱]
- صحنه مرگ هملت و آخرین دیالوگ نمایش از زبان فورتینبراس[۱۲]

## نگاه فلسفی
هملت در پی رام ساختن طبع وحشی انسان است؛ اما در عملی ساختن این هدف دچار تردید و وسوسه می‌گردد. از تردید و دودلی دچار افسردگی (سودازدگی) می‌شود.
«بودن یا نبودن» پرسش بزرگ هملت است. احتجاج هملت شکسپیر بر سر دوراهی انتخاب؛ یا مبارزه علیه امواج دریای فتنه و ریا و ایستادگی در برابر شرارت و پلیدی است و سزاوار صفت انسان بودن یا تسلیم خواریِ بخت شدن و بزرگوارانه تقدیر محتوم را پذیرفتن و آنگاه در حضیض روزمرگی، عمر دوروزه را با ذلت گذراندن را شکسپیر در نمایشنامه این‌گونه بیان می‌کند.

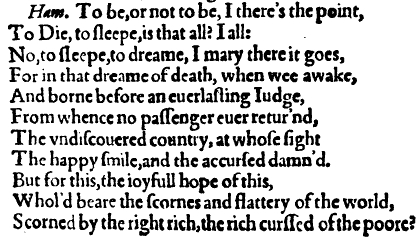
اولین نسخه چاپی تک گویی

## نگاه روان‌کاوانه
- به اعتقاد منتقدان نقد روانشناختی بر این نظر استوار است که درنگ هملت در کشتن و انتقام گرفتن از عمویش کلادیوس در این نکته نهفته‌است که هملت با عمویش همسان‌پنداری می‌کرد و بر این باور بود که کلادیوس کاری را انجام داده‌است که خود هملت زمانی می‌خواست انجام دهد؛ یعنی پدر را از بین ببرد تا تنها خود مورد توجه مادر قرار بگیرد. شکسپیر از کلادیوس تصویری را نشان می‌دهد که نشانگر خصومت سرکوب‌شدهٔ هملت نسبت به پدرش است که در جلب توجه مادر رقیب اوست.[۱۴]
- شکسپیر و هم عصرانش در ورد فرایند فیزیولوژیکی بدن و ارتباط ذهن و روح در حیطه اخلاط چهارگانه بدن (بلغم، سودا، صفرا و دم) تعابیر و اندیشه‌های بسیار داشتند و نظریات علما و صاحب‌نظران پیش از خود و هم عصرانشان را در بسیاری از آثارشان به کار می‌بستند. روان رنجوری، شیدایی، بی‌ارادگی و وسواسی که در هملت به عنوان محوری‌ترین شخصیت نمایشنامه سراغ داریم، همگی حاکی از شخصیت سوداوی - مالیخولیایی وی است. عدم توازن و بی‌تناسبی اخلاط در هملت باعث برانگیخته شدن جنون وی بوده‌است.[۱۵]

## تحلیل نمایش

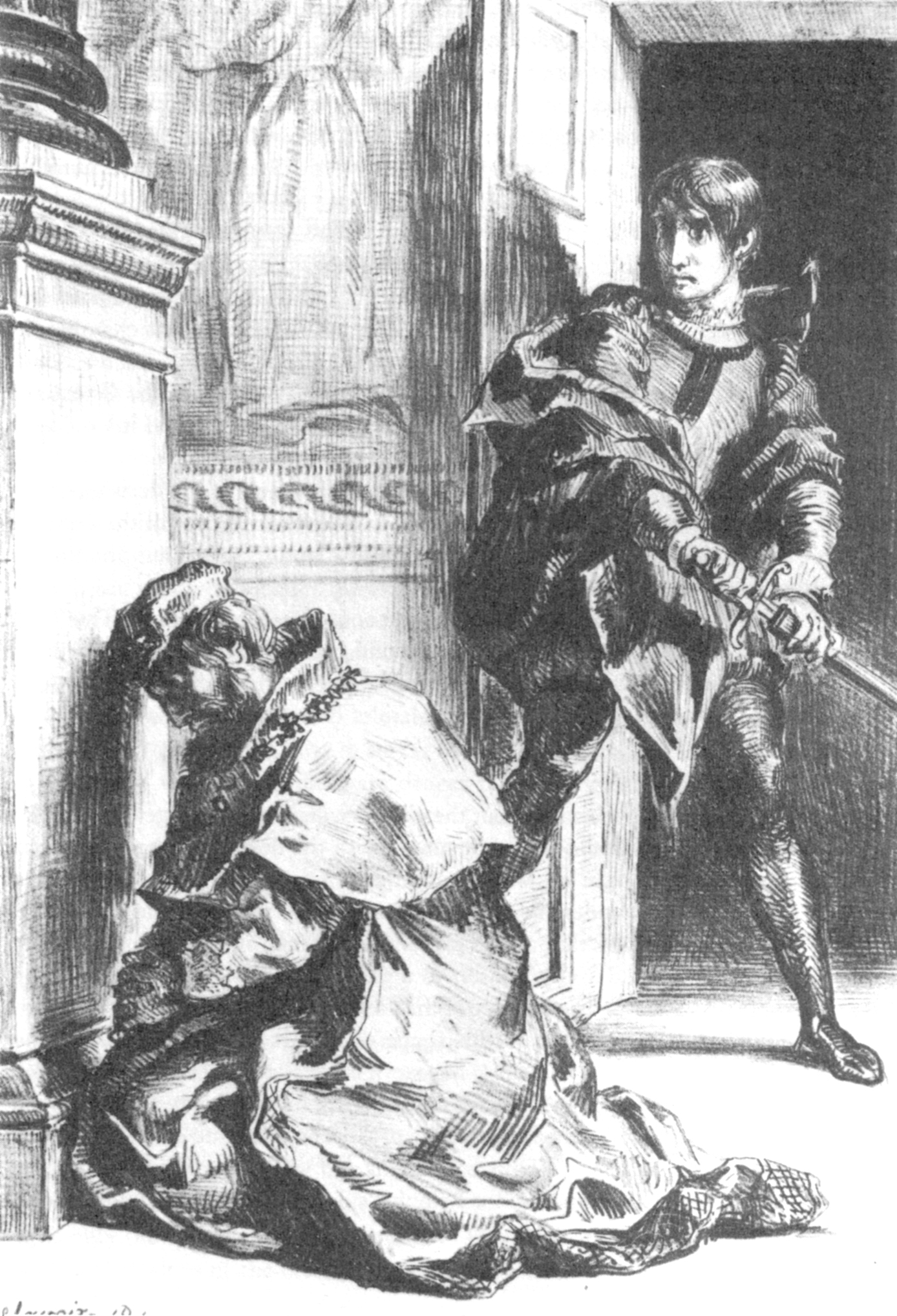
صحنه نمازخانه - هملت در تب انتقام

- در نوشته‌های شکسپیر طبیعت انسان همچون طبیعت سرکش سرشار از چیستان‌ها و شگفتی هاست. خون خواهی پدر یکی از «طبیعی‌ترین» خصایص انسانی است که خط اصلی این نمایشنامه را ترسیم می‌کند.

بخش بزرگی از نمایشنامه شرح تردید اجتناب ناپذیر هملت به انتقام است. انتقام تم اصلی نمایشنامه است. اما طبع بشری اصولاً چندگانه و پیچیده‌تر از آن است که به سادگی به ماشین قتل تبدیل شود.
- تحلیل‌های مدرن:[۱۷] شخصیت فورتینبراس در مرکز توجه قرار دارد. در تفسیرهای ساختارگرا، هملت نمایشی است از موقعیت‌های تمثیلی، سیستمی از آیینه‌ها که موضوعی واحد در هر یک از آن‌ها انعکاسی تراژیک، دردناک، طنزآمیز یا گروتسک وار دارد: سه پسر که هرکدام یکی پس از دیگری پدران خود را از دست داده‌اند، یا مثلاً دیوانگی هملت و اوفلیا.
- تفسیرهای تاریخی: هملت نمایشی دربارهٔ قدرت و وراثت است. در نمونه اول فورتینبراس خود دگرگون شده و واسطه‌ای برای هملت است و در تعبیر دوم فورتینبراس وارثی برای تاج و تخت دانمارک است. او کسی است که زنجیره جنایت و انتقام را قطع می‌کند و نظم را به قلمرو پادشاهی دانمارک بازمی‌گرداند. این نظم را می‌توان به مثابه بازگشت قانون اخلاقی فهمید یا به مثابه «اخلاق جدید در اروپا».[۱۸]
- پایان نمایش: را دو گونه تفسیر کرده‌اند. اگر کسی بخواهد تضادهای اخلاقی هملت را در زمینه‌ای تاریخی – خواه رنسانس، خواه مدرن بررسی کند، نمی‌تواند از نقش قاطعانه فورتینبراس چشم پوشی کند.

مشکل در طرح نمایش این است که فورتینبراس تنها طرحی کلی است. او فقط دو بار بر صحنه ظاهر می‌شود: اولین بار در پرده چهارم وقتی که او و سپاهش در راه لهستان هستند و بار دوم هنگامی که پس از کشتاری فجیع و فراگیر می‌آید تا بر تخت نشیند. اما در طول نمایش بارها به فورتینبراس جوان اشاره می‌شود. پدرش در دوئلی با پدر هملت کشته شده‌است. پدران تمامی جوانان نمایش - هملت، لیرتیز و اوفلیا - کشته شده‌اند. تماشاگر در یافتن ردپایی از گذشته فورتینبراس گیج می‌شود. از قطعات آغازین نمایش اینطور می‌فهمیم که او درصدد جنگ با دانمارک است، سپس او با لهستانی‌ها برسر یک تکه زمین بی‌مقدار می‌جنگد و عاقبت در کاخ السینور ظاهر می‌شود. اوست که آخرین کلمات این نمایش خشونت بار را بر زبان می‌آورد.
- این شاهزاده جوان نروژی کیست؟
-- نمی‌دانیم
شکسپیر به ما نمی‌گوید او نماینده چیست؛ تقدیر کور، پوچی جهان یا پیروزی عدالت؟
- محققان شکسپیرشناس در توجیه هر سه تفسیر کوشیده‌اند - این کارگردان است که باید تصمیم بگیرد - شکسپیر تنها نام او را به ما گفته‌است. اما این اسم نیز معنادار و دلالتگر است:

فورتینبراس یعنی مرد قوی دست، مرد جوان و نیرومند. او می‌آید و می‌گوید:
- این اجساد را بردارید، هملت جوان خوبی بود، اما او مرده‌است. اکنون من پادشاه شما هستم. کنون به یاد می‌آورم که بر این تاج و تخت حقی دارم.
نمایشی بزرگ به پایان آمده‌است. انسان‌هایی به جنگ برخاستند، توطئه‌ها کردند و یکدیگر را کشتند. به خاطر عشق دست به جنایت زدند چنان‌که به خاطر عشق دیوانه نیز گشتند. سخنانی شگفت دربارهٔ زندگی، مرگ و سرنوشت بشر بر زبان راندند. برای یکدیگر دام نهادند و خود در آن دام افتادند. از قدرت خویش دفاع و علیه قدرت شورش کردند. آن‌ها می‌خواستند جهانی بهتر بسازند یا شاید هم تنها می‌خواستند خود را نجات دهند. هریک از آنان به خاطر چیزی به پا خاستند. حتی جنایات شان عظمتی قطعی داشت. آن گاه جوانی نیرومند از راه می‌رسد و با لبخندی ملیح می‌گوید: این اجساد را بردارید، اکنون من پادشاه شما هستم.

## در زبان فارسی

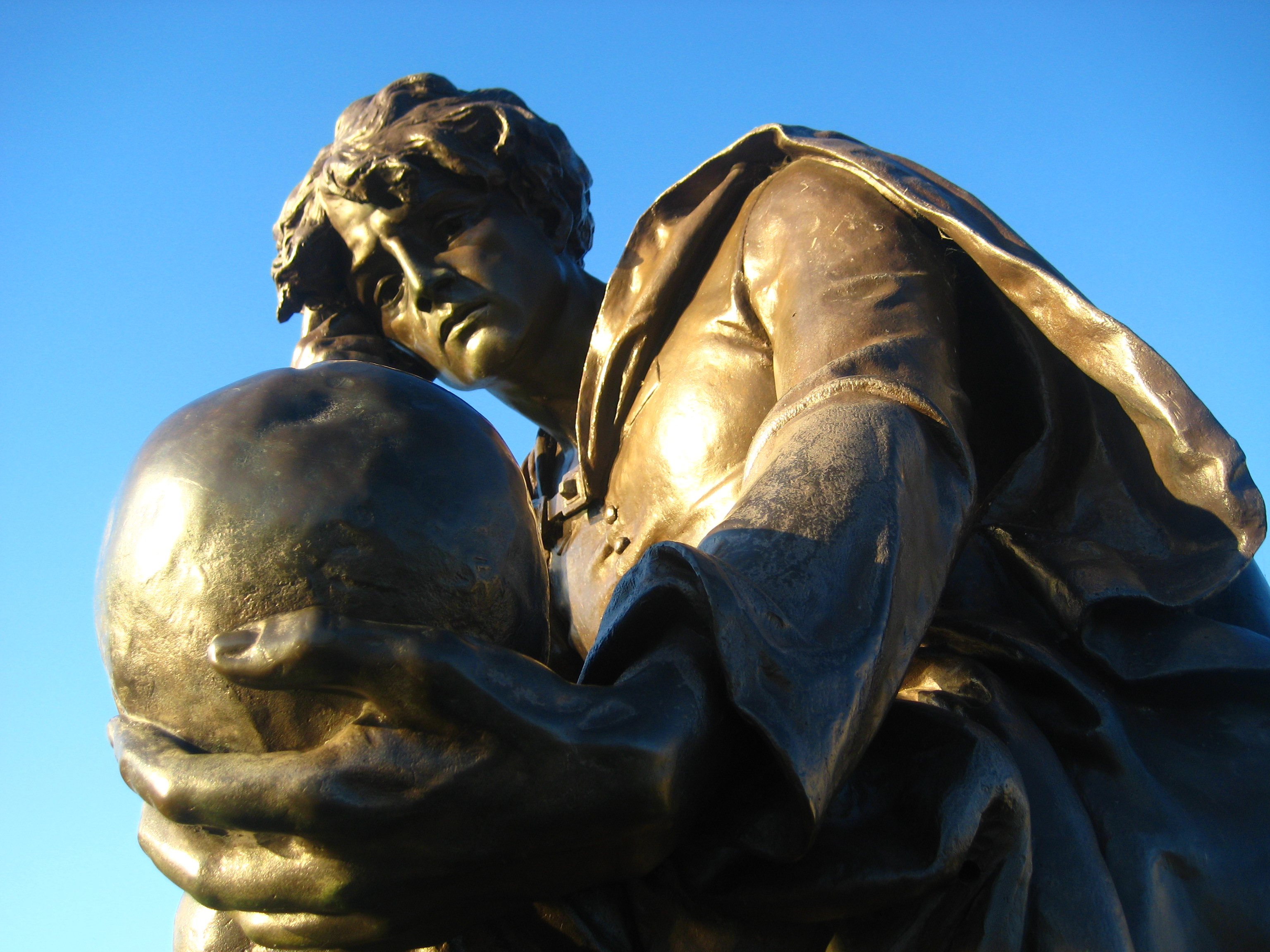
هملت در صحنه گورستان - مجسمه برنزی

### ترجمه[۲۲]
در طول سالیان ترجمه‌های گوناگونی از هملت به زبان فارسی صورت گرفته‌است.
1. مسعود فرزاد، سال ۱۳۳۶
2. داریوش شاهین، سال؟
3. اسماعیل فصیح، سال؟
4. محمود اعتمادزاده (م.ا. به‌آذین)، از روی ترجمه فرانسهٔ ایو بونفوا (Yves Bonnefoy)[۲۳]
5. علاءالدین پازارگادی، در مجموعهٔ آثار نمایشی ویلیام شکسپیر، سال ۱۳۷۵
6. مصطفی رحیمی، ۱۳۷۱، برای اجرای عمومی قبل از چاپ کتاب توسط قطب‌الدین صادقی، سال ۱۳۷۰[۲۴]
7. میر شمس الدین ادیب سلطانی تحت عنوان «سوگنمایش هملت شاهپور دانمارک»، سال ۱۳۸۵
8. رضا دادویی، ترجمه‌هایی برای اجرا، نشر آدورا، انتشارات سبزان
9. آرش خیرآبادی، انتشارات نمایش
10. علی سلامی، انتشارات مهراندیش، سال ۱۳۹۶

## آلبوم تصاویر

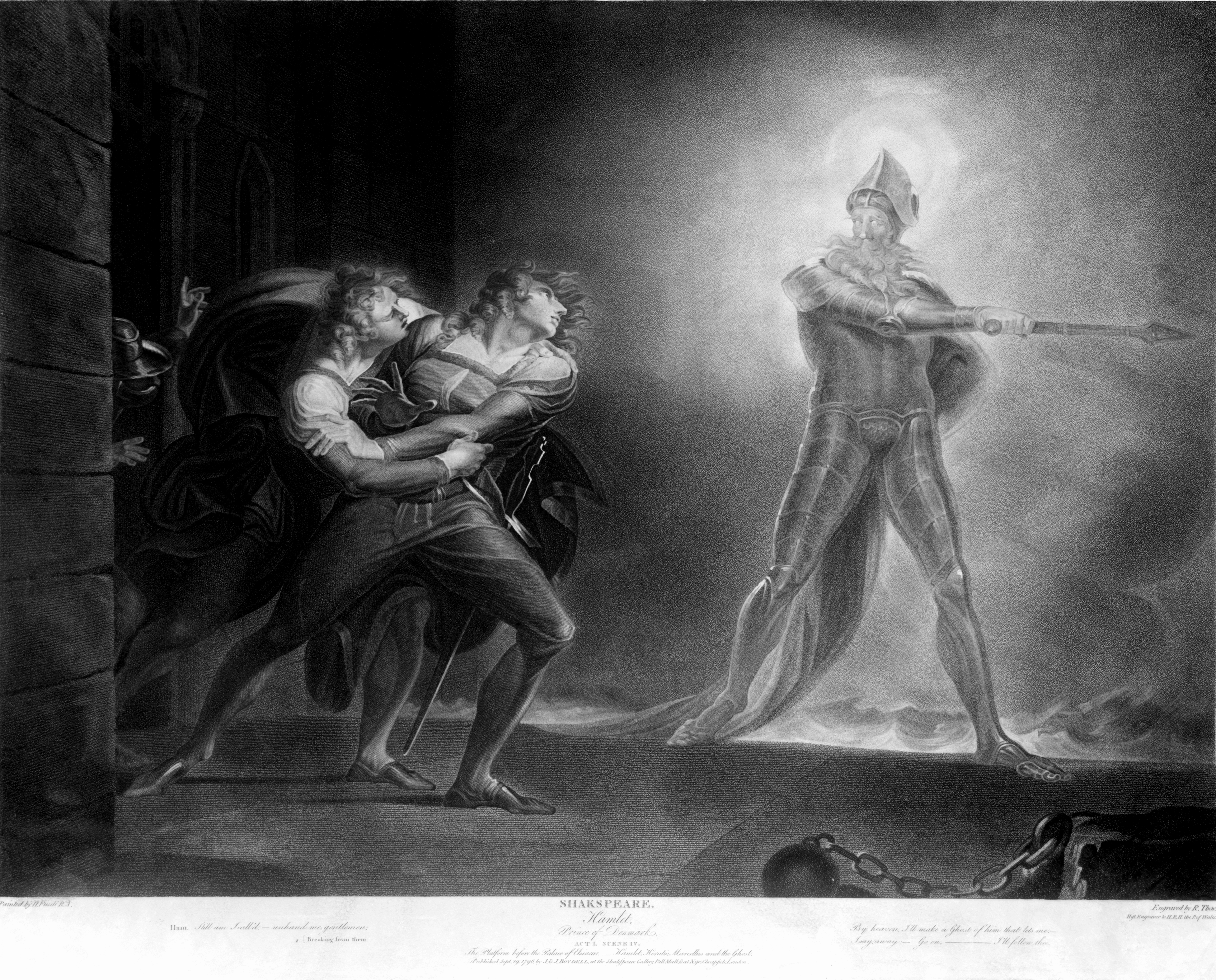
هملت و هوراشیو در صحنه حضور روح پدر
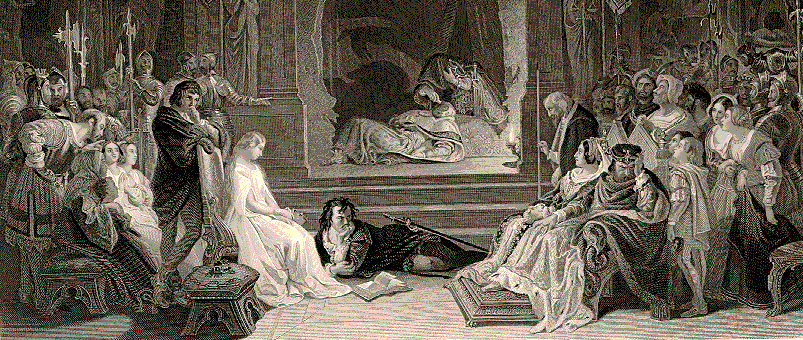
بازی در بازی و عیان شدن گناه کلادیوس برای هملت
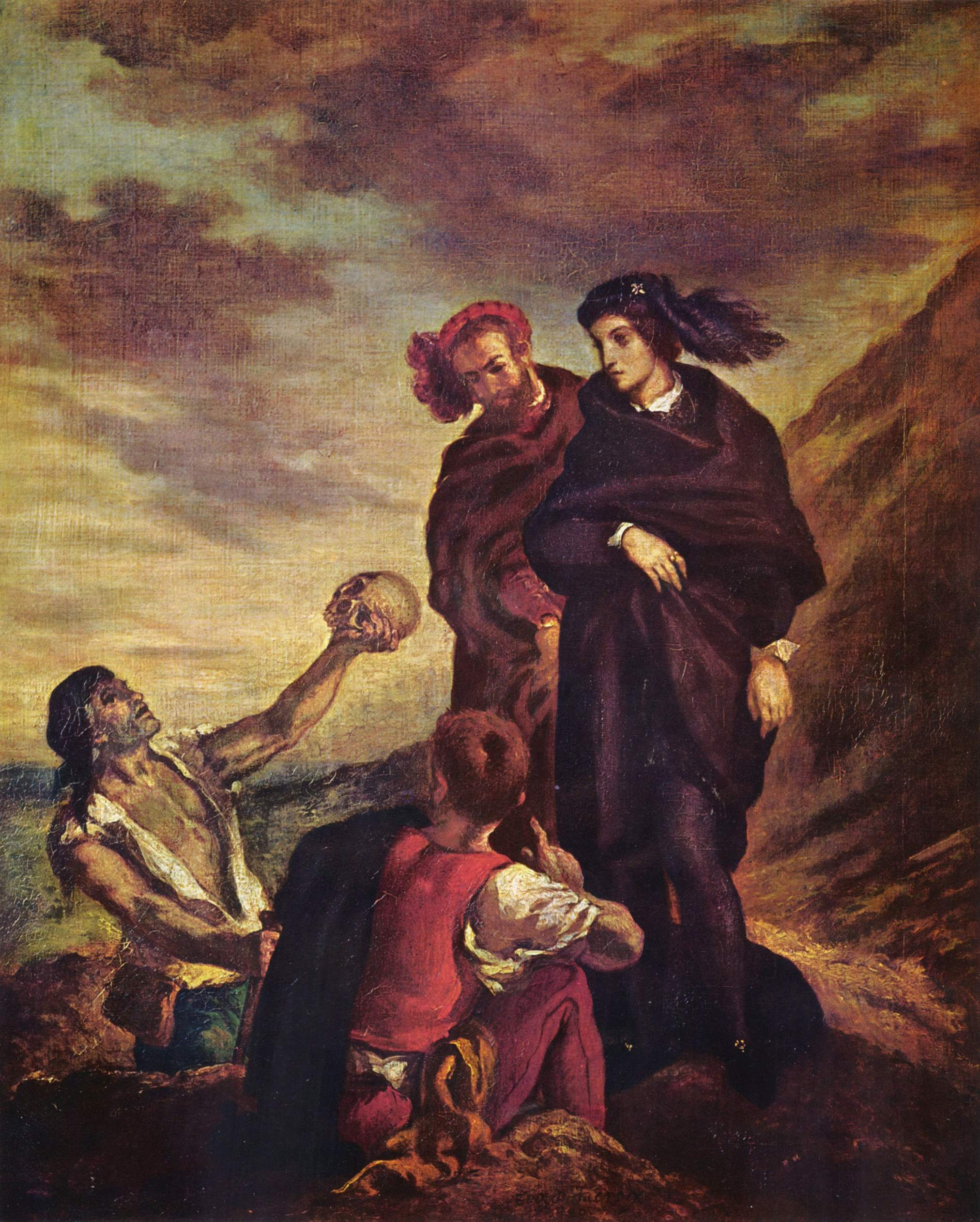
صحنه گورستان
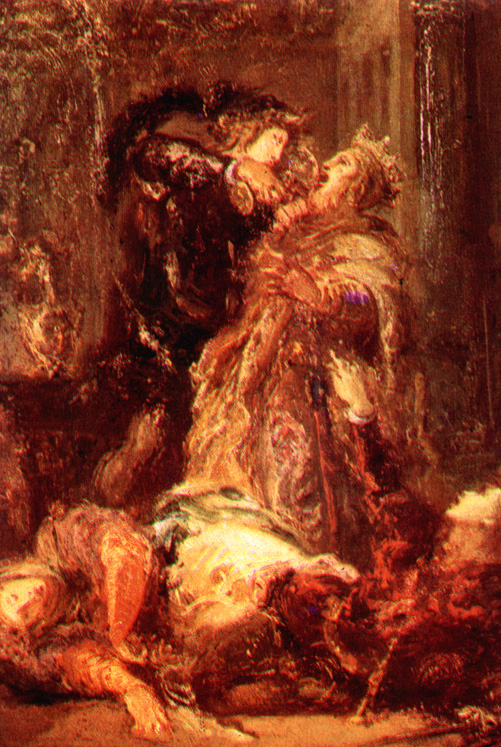
اثر «گوستاو مورو» صحنه انتقام هملت از عمویش
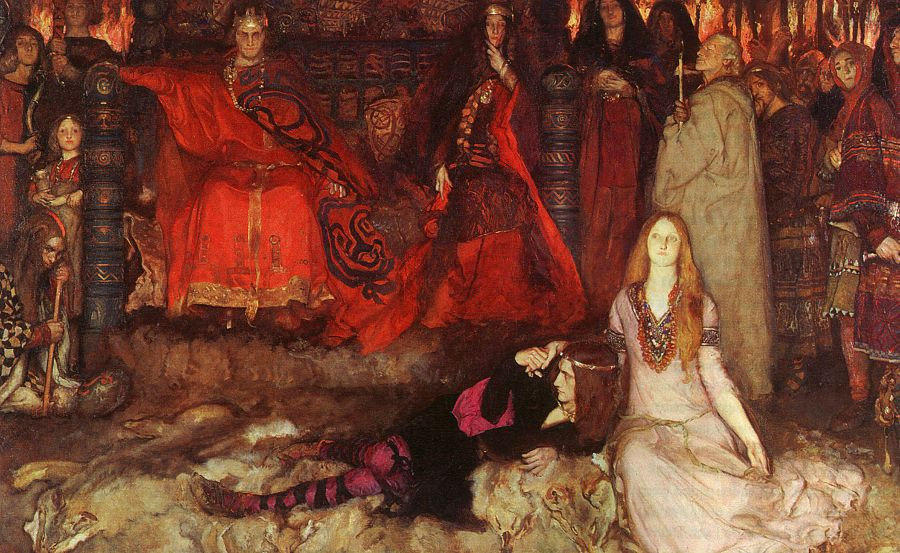
اثر « ابی ادوین» دیوانگی هملت
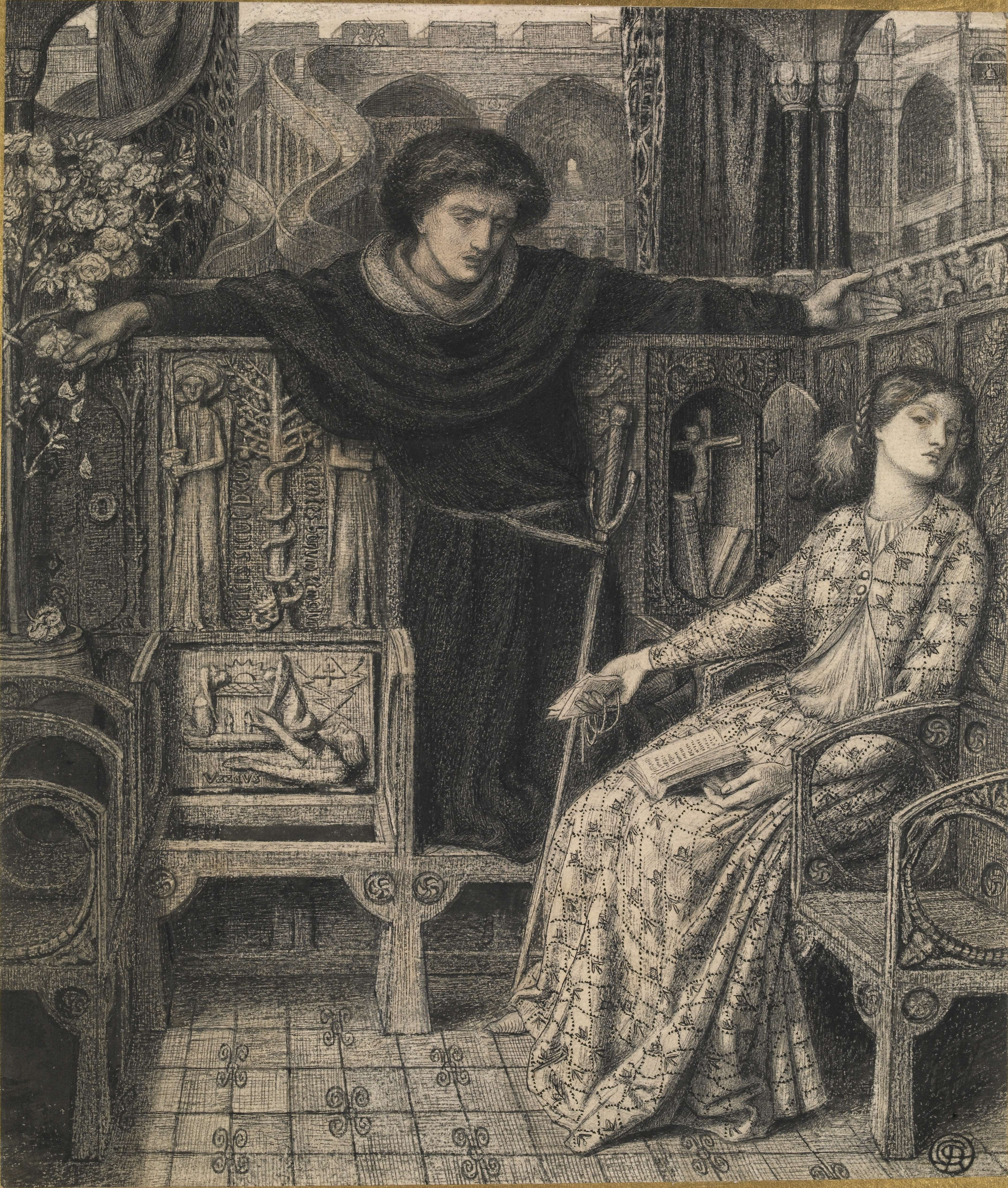
صحنه دیدار هملت و اوفلیا
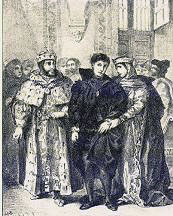
اثر « اوژن دلا کوروا» شاهزاده جوان در جامه سیاه سوگواری
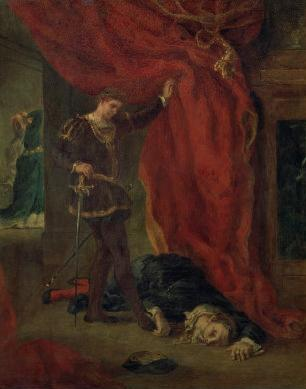
اثر « دلاکوروا» صحنه خوابگاه - تحلیل روانکاوانهٔ عقده‌های اودیپی هملت
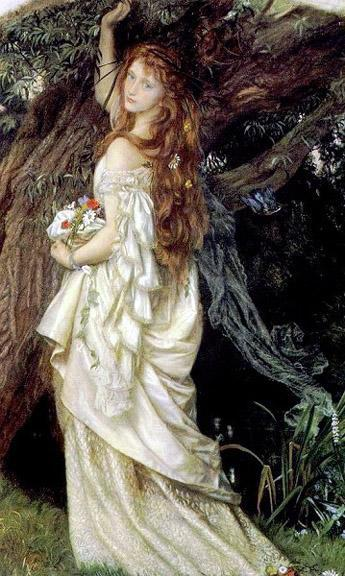
اثر « هیوز» جنون اوفلیا
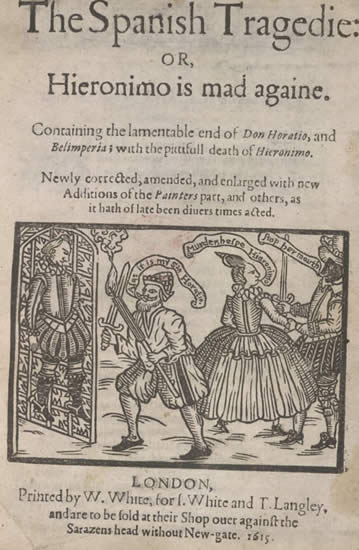
جلد نمایشنامه هملت - « توماس کید»

## پنج بازیگر معروف ایفاگر نقش هملت
- ریچارد بوربیچ
- توماس بترتون
- ادوین بوث
- سر هنری ایرونیک
- سرجانسن فوریس

## بازیگران نقش هملت در سینما
- اینوکنتی اسمکتونفسکی
- لارنس الیویه
- مل گیبسون
- کنت برانا
- ریچارد برتن
- ایتان هاک
- جورج مک کی
- پیتر اوتول
- بهرام رادان
- حامد خرم آبادی
- مرتضی امینی تبار